# Pied de cochon grillé
Pour les articles homonymes, voir Pied de cochon.
Un pied de cochon grillé est une spécialité culinaire traditionnelle des cuisine française et cuisine lyonnaise, à base de pied de cochon pané et grillé.

## Histoire
Ce plat à consistance gélatineuse est typique de la cuisine française de bistrot, de brasserie, de bouillon, ou de bouchon de la cuisine lyonnaise,,.

## Recette
Les pieds sont cuits au court-bouillon environ 2 heures dans une cocotte, avec des oignons piqués au clou de girofle, carottes, et bouquet garni. Ils sont ensuite panés en les trempant dans des œufs battus à la fourchette, puis dans de la chapelure, avant d'être grillés au four,. 

## Chanson
Fernandel y fait référence dans sa chanson humoristique Félicie aussi de 1939 « Afin d'séduire la petite chatte, je l'emmenai dîner chez Chartier, comme elle est fine et délicate, elle prit un pied d'cochon grillé, et pendant qu'elle mangeait le sien, j'lui fis du pied avec le mien... ». Les restaurants Bouillon Chartier de Paris servent depuis du « pied de cochon grillé Félicie » à leur carte.

## Restaurant
Ce plat donne son nom entre autres au restaurant Au Pied de Cochon, une des célèbres institutions gastronomiques parisiennes, du 6 rue Coquillière dans le quartier des anciens Halles de Paris, du 1er arrondissement de Paris,. 